# Ingye-myeon
Ingye-myeon (koreanska: 인계면) är en socken i kommunen Sunchang-gun i provinsen Norra Jeolla i den sydvästra delen av Sydkorea, 240 km söder om huvudstaden Seoul.